# Olympische Sommerspiele 1936/Teilnehmer (Australien)
| Gelbes Symbol für Goldmedaillen mit stilisierten Olympischen Ringen | Graues Symbol für Silbermedaillen mit stilisierten Olympischen Ringen | Braundes Symbol für Bronzemedaillen mit stilisierten Olympischen Ringen |
| ------------------------------------------------------------------- | --------------------------------------------------------------------- | ----------------------------------------------------------------------- |
| —                                                                   | —                                                                     | 1                                                                       |

Australien nahm an den Olympischen Sommerspielen 1936 in Berlin mit einer Delegation von 33 Sportlern teil. Von ihnen traten 32 bei den Wettkämpfen an. Es waren vier weibliche Athleten für das Land anwesend. Der Fahnenträger war der Bahnradsportler Dunc Gray.
Australien war einer der wenigen Teilnehmer an den Winterspielen, die seit Athen 1896 bei sämtlichen Olympischen Spielen vertreten war. Bis zu den Olympischen Winterspielen 1936 konnte die australische Mannschaft 14 olympische Siege feiern. Im Schwimmen (7), Leichtathletik (3), Rudern (2), Radfahren (1) und im Rugby (1).

## Medaillen
- Jack Metcalfe, Bronzemedaille im Dreisprung

## Athleten nach Sportarten
| 29 Männliche Teilnehmer aus Australien | 29 Männliche Teilnehmer aus Australien | 29 Männliche Teilnehmer aus Australien   | 29 Männliche Teilnehmer aus Australien | 29 Männliche Teilnehmer aus Australien | 29 Männliche Teilnehmer aus Australien | 29 Männliche Teilnehmer aus Australien | 29 Männliche Teilnehmer aus Australien |
| Sportart                               | Sportler                               | Disziplin                                | Platz                                  | Bemerkung |                                        |                                        |                                        |
| -------------------------------------- | -------------------------------------- | ---------------------------------------- | -------------------------------------- | --- | -------------------------------------- | -------------------------------------- | -------------------------------------- |
| Boxen                                  | Henry Cooper                           | Fliegengewicht                           | -                                      | Erster Kampf: K.-o.-Niederlage gegen Subkowiak (POL) in der zweiten Runde                                                                                              |                                        |                                        |                                        |
| Boxen                                  | Rusty Cook                             | Weltergewicht                            | -                                      | Erster Kampf: Pisarski (POL) nach Punkten geschlagen, Zweiter Kampf: gg. Suvio (FIN) nach Punkten verloren                                                             |                                        |                                        |                                        |
| Boxen                                  | Leslie Harley                          | Halbschwergewicht                        | -                                      | Erster Kampf: gg. v. Bueren (SWI) nach Punkten gewonnen, Zweiter Kampf: gg. Havelka (CZ) nach Punkten verloren                                                         |                                        |                                        |                                        |
| Leichtathletik                         | Gerald Backhouse                       | 800-Meter-Lauf                           | -                                      | |                                        |                                        |                                        |
| Leichtathletik                         | Jack Metcalfe                          | Dreisprung                               | Bronze                                 | 15,50 m (nach Tajima (JAP) (16,00 m) und Harada (JAP) (15,66 m)) |                                        |                                        |                                        |
| Leichtathletik                         | Jack Metcalfe                          | Hochsprung                               | -                                      | ausgeschieden im Halbfinale mit 1,85 m |                                        |                                        |                                        |
| Leichtathletik                         | Alf Watson                             | 110 Meter Hürden                         | -                                      | ausgeschieden im sechsten Vorlauf (dnf) |                                        |                                        |                                        |
| Leichtathletik                         | Alf Watson                             | 400 Meter Hürden                         | -                                      | ausgeschieden als Dritter im dritten Vorlauf mit 54,5 s |                                        |                                        |                                        |
| Leichtathletik                         | Basil Dickinson                        | Dreisprung                               | -                                      | mit 14,48 m ausgeschieden im Halbfinale |                                        |                                        |                                        |
| Leichtathletik                         | N. N.                                  |                                          | -                                      | nicht angetreten |                                        |                                        |                                        |
| Radsport                               | Dunc Gray                              | Zeitfahren 1000 m Bahn, Sprint (Scratch) | -                                      | Erster Lauf verloren gg. Collard (BEL), Hoffnungslauf gewonnen gg. Clayton (Südafrika), Zweiter Lauf gewonnen gg. Hicks (GB), Dritter Lauf verloren gg. van Vliet (NL) |                                        |                                        |                                        |
| Radsport                               | Tassy Johnson                          | 1000 m Zeitfahren                        | 11.                                    | 1:15,8 min |                                        |                                        |                                        |
| Radsport                               | Tassy Johnson                          | 100 km Straßenrennen, Einzelwettbewerb   | 16.                                    | 2:33:08,0 h |                                        |                                        |                                        |
| Radsport                               | Chris Wheeler                          | 100 km Straßenrennen, Einzelwettbewerb   | -                                      | Zeit nicht gemessen, Ankunft im Feld |                                        |                                        |                                        |
| Ringen                                 | John O'Hara                            | Freistil, Weltergewicht (bis 72 kg)      | -                                      | Erste Runde gg. Paar (GER) 1:2 verloren, Zweite Runde gg. Sames (CZ) 2:1 gewonnen, Dritte Runde gg. T. Andersson (SWE) nach 1:53 min durch Wurf 0:3 verloren           |                                        |                                        |                                        |
| Ringen                                 | Eddie Scarf                            | Freistil, Halbschwergewicht (bis 87 kg)  | 6.                                     | Erste Runde gg. Beke (BEL) durch Wurf 3:0 gewonnen, Zweite Runde gegen Prokop (CZ) 1:2 verloren, Dritte Runde gg. Siebert (GER) 3:0 verloren                           |                                        |                                        |                                        |
| Ringen                                 | Dick Garrard                           | Freistil, Leichtgewicht                  | -                                      | Erste Runde gg. Romagnoli (ITA) 1:3 verloren, Zweite Runde gg. Karpati (HUN) nach 2:45 min durch Wurf verloren, ausgeschieden mit mehr als fünf Minuspunkten           |                                        |                                        |                                        |
| Rudern                                 | William Dixon                          | Doppelzweier                             | 6.                                     | Vierter im ersten Vorlauf mit 6:55,6 min, Erster im Hoffnungslauf mit 7:58,8 min, Sechster im Finale mit 7:45,1 min                                                    |                                        |                                        |                                        |
| Rudern                                 | Herbert Turner                         | Doppelzweier                             | 6.                                     | Vierter im ersten Vorlauf mit 6:55,6 min, Erster im Hoffnungslauf mit 7:58,8 min, Sechster im Finale mit 7:45,1 min                                                    |                                        |                                        |                                        |
| Rudern                                 | Cecil Pearce                           | Einer 2000 m                             | -                                      | Vierter im zweiten Vorlauf mit 7:27,0 min, Zweiter im vierten Hoffnungslauf mit 7:33,2 min                                                                             |                                        |                                        |                                        |
| Rudern                                 | Len Einsaar                            | Achter                                   | -                                      | Vierter im dritten Vorlauf mit 6:21,9 min, ausgeschieden als Zweiter im Hoffnungslauf mit 6:55,1 min                                                                   |                                        |                                        |                                        |
| Rudern                                 | Joe Gould                              | Achter                                   | -                                      | Vierter im dritten Vorlauf mit 6:21,9 min, ausgeschieden als Zweiter im Hoffnungslauf mit 6:55,1 min                                                                   |                                        |                                        |                                        |
| Rudern                                 | Mervyn Wood                            | Achter                                   | -                                      | Vierter im dritten Vorlauf mit 6:21,9 min, ausgeschieden als Zweiter im Hoffnungslauf mit 6:55,1 min                                                                   |                                        |                                        |                                        |
| Rudern                                 | Walter Jordan                          | Achter                                   | -                                      | Vierter im dritten Vorlauf mit 6:21,9 min, ausgeschieden als Zweiter im Hoffnungslauf mit 6:55,1 min                                                                   |                                        |                                        |                                        |
| Rudern                                 | William Cross                          | Achter                                   | -                                      | Vierter im dritten Vorlauf mit 6:21,9 min, ausgeschieden als Zweiter im Hoffnungslauf mit 6:55,1 min                                                                   |                                        |                                        |                                        |
| Rudern                                 | George Elias                           | Achter                                   | -                                      | Vierter im dritten Vorlauf mit 6:21,9 min, ausgeschieden als Zweiter im Hoffnungslauf mit 6:55,1 min                                                                   |                                        |                                        |                                        |
| Rudern                                 | Wal Mackney                            | Achter                                   | -                                      | Vierter im dritten Vorlauf mit 6:21,9 min, ausgeschieden als Zweiter im Hoffnungslauf mit 6:55,1 min                                                                   |                                        |                                        |                                        |
| Rudern                                 | Don Ferguson                           | Achter                                   | -                                      | Vierter im dritten Vorlauf mit 6:21,9 min, ausgeschieden als Zweiter im Hoffnungslauf mit 6:55,1 min                                                                   |                                        |                                        |                                        |
| Rudern                                 | Norman Ella                            | Achter (Steuermann)                      | -                                      | Vierter im dritten Vorlauf mit 6:21,9 min, ausgeschieden als Zweiter im Hoffnungslauf mit 6:55,1 min                                                                   |                                        |                                        |                                        |
| Schwimmen                              | Percy Oliver                           | 100 m Rücken                             | 7.                                     | Zweiter im fünften Vorlauf 1:10,2 min, Dritter im ersten Halbfinale mit 1:09,4 min, Siebter im Finale mit 1:10,7 min                                                   |                                        |                                        |                                        |
| Schwimmen                              | Bill Kendall                           | 100 m Freistil                           | -                                      | Dritter im zweiten Vorlauf mit 1:01,0 min, Fünfter im zweiten Halbfinale mit 59,9 s                                                                                    |                                        |                                        |                                        |
| Schwimmen                              | Ron Masters                            | Turmspringen, 3-m-Brett                  | 14.                                    | mit 115,72 Punkten |                                        |                                        |                                        |
| Schwimmen                              | Ron Masters                            | Turmspringen, 10-m-Brett                 | 15.                                    | mit 86,95 Punkten |                                        |                                        |                                        |
|                                        |                                        |                                          |                                        | |                                        |                                        |                                        |
| Weibliche Teilnehmer aus Australien    |                                        |                                          |                                        | |                                        |                                        |                                        |
| Sportart                               | Sportler                               | Disziplin                                | Platz                                  | Bemerkung |                                        |                                        |                                        |
| Leichtathletik                         | Doris Carter                           | Hochsprung                               | 6.                                     | 1,55 m gemeinsam mit Rogers (USA) und Koen (NL) |                                        |                                        |                                        |
| Schwimmen                              | Pat Norton                             | 100 m Rücken                             | -                                      | Vierte im zweiten Vorlauf mit 1:22,3 min, Sechste im zweiten Halbfinale mit 1:21,9 min                                                                                 |                                        |                                        |                                        |
| Schwimmen                              | Evelyn de Lacy                         | 100 m Freistil                           | -                                      | Zweite im zweiten Vorlauf mit 1:08,5 min, Fünfte im zweiten Halbfinale mit 1:10,0 min                                                                                  |                                        |                                        |                                        |
| Schwimmen                              | Evelyn de Lacy                         | 400 m Freistil                           | -                                      | Fünfte im dritten Vorlauf mit 5:51,9 min |                                        |                                        |                                        |
| Schwimmen                              | Kitty Mackay                           | 100 m Freistil                           | -                                      | Fünfte im vierten Vorlauf mit 1:13,8 min |                                        |                                        |                                        |
| Schwimmen                              | Kitty Mackay                           | 100 m Rücken                             | -                                      | Fünfte im ersten Vorlauf mit 1:24,6 min |                                        |                                        |                                        |